# San Pietro in Gu
San Pietro in Gu – miejscowość i gmina we Włoszech, w regionie Wenecja Euganejska, w prowincji Padwa.
Według danych na rok 2004 gminę zamieszkiwały 4362 osoby, 256,6 os./km².